# Деніс Одой
Деніс Одой (фр. Denis Odoi, нар. 27 травня 1988, Левен) — бельгійський футболіст, захисник клубу «Брюгге». Провів один матч за національну збірну Бельгії.

## Клубна кар'єра
У дорослому футболі дебютував 2006 року виступами за команду клубу «Ауд-Геверле», в якій провів три сезони в другому дивізоні, взявши участь у 58 матчах чемпіонату.
Протягом 2009–2011 років захищав кольори команди клубу «Сент-Трюйден».
Своєю грою за останню команду привернув увагу представників тренерського штабу «Андерлехта», до складу якого приєднався влітку 2011 року. Відіграв за команду з Андерлехта наступні два сезони своєї ігрової кар'єри, вигравши в кожному з них чемпіонство, а 2012 року ще й суперкубок країни.
До складу клубу «Локерен» приєднався влітку 2013 року і в першому ж сезоні виграв з командою Кубок Бельгії, відігравши у семи кубкових матчах, в тому числі і у переможному фіналі проти «Зюлте-Варегема» (1:0). Всього встиг відіграти за команду з Локерена 95 матчів в національному чемпіонаті.
До складу клубу «Фулгем» приєднався 2016 року. Станом на 15 липня 2021 року відіграв за лондонський клуб 142 матчі в національному чемпіонаті.

## Виступи за збірну
25 травня 2012 року дебютував в офіційних матчах у складі національної збірної Бельгії в товариській грі проти збірної Чорногорії (2:2), відігравши весь матч. Наразі ця гра залишається єдиною для захисника у футболці «червоних дияволів».

## Титули і досягнення
- Чемпіон Бельгії (3):

«Андерлехт»: 2011-12, 2012-13
«Брюгге»: 2021-22
- Володар Суперкубка Бельгії (2):

«Андерлехт»:  2012
«Брюгге»: 2022
- Володар Кубка Бельгії (1):

«Локерен»: 2013-14